# Drelj (kasetna avio bomba)
Drelj- ruske planirajuća kasetna avio bomba, razvijena u firmi  NVO „Basalt“. Drelj u prevodu sa ruskog znači bušilica, tako da se u američkoj vojnoj literaturi pominje kao ruska bušilica.
Ova kasetna avio bomba može da leti kao „jedrilica“ i da tako preleti „desetine kilometara“. Predviđena je za uništavanje „teške ratne tehnike protivnika“, a sama se navodi na cilj. Ove karakteristike omogućavaju avionu koji nosi „Drelj“ da uopšte ne rizikuje, odnosno - da ne ulazi u zonu dejstva protivničkog sistema PVO. Drelj je praktično nemoguće uočiti na radaru, a od trenutka kada je avion ispusti moći će da do cilja preleti još najmanje 30 kilometara“. Drelj ili "Bušilica" je opremljena sistemima za identifikaciju neprijatelja i radio-elektronskim uređajima, što je čini imunom na smetnje.

## Opšte informacije
„Drelj“ – planirajuća kasetna avio bomba namenjena je za uništavanje tenkova, zemaljskih radara i sistema PVO. Bojevi probojni elementi su opremljeni toplotnim i radarskim glavama za samonavođenje, a celokupan elektronski sistem navođenja bombe odlikuje visok stepen otpornosti na intenzivno protivelektronsko dejstvo od strane neprijatelja. Još jedna izuzetno važna odlika ove bombe je radarska nevidljivost ili „steltnost“. Prema navodima stručnjaka, bombu je gotovo nemoguće otkriti sa radarskim sredstvima PVO, uključujući i pasivne vidove otkrivanja vazdušnih objekata, kao što su optoelektronski sistemi.
Unificirana planirajuća kasetna bomba PBK-500U SPBЭ-K ili jednostavno „Drelj“ (razvio je NPO „Bazalt“ koji je deo „Tehmaša“), namenjena je uništavanju neprijateljske oklopne borbene tehnike, zemaljskih radarsko-osmatračkih kapaciteta i komandnih mesta. Glavna prednost ove bombe u odnosu na postojeće, ogleda se u tome, što avion koji nosi ovu bombu može da je otpusti sa daljine od nekoliko desetina kilometara daleko od cilja. Ovako nešto nije moguće ostvariti sa planirajućim i gravitacionim vazduhoplovnim bombama koje se trenutno nalaze u naoružanju ruskih Vazdušno-kosmičkih snaga. Nova avionska bomba može biti bačena na neprijatelja sa udaljenosti od 30 kilometara, što omogućava upotrebu kasetne avio bombe bez ulaska u neprijateljsku zonu PVO, a zahvaljujući sistemu satelitske navigacije GLONASS, dobijeni su visoki parametri preciznosti prilikom udara po ciljanom objektu. Glavni nosač ove kasetne avio bombe trebalo bi da bude avion Su-57, a verovatno da će biti osposobljeni i drugi tipovi aviona koji će koristiti ove kasetne bombe.
Bomba je opremljena sa 15 samociljajućih kasetnih bombica. U završnom delu putanje kasetne bobice se odvajaju od bombe i spuštaju se padobranom, ciljajući cilj uz pomoć radara i infracrvenih senzora. Njihova glavna meta su tenkovi, gde pogađaju najmanje zaštićenu gornju površinu tenka. Glavna prednost Drelja (bušilice) je niska cena, u kombinaciji sa prihvatljivom tačnošću i dometom. Niska cena omogućava upotrebu ovih bombi u masovnim razmerama.
Od maja 2021. godine ispitivanja vazdušne bombe su pri kraju. Ruske vazduhoplovne snage drelj ili „Bušilicu“ planiraju da usvoje već tokom 2023.godine. Ovo je ruskim novinarima saopštio prvi čovek holdinga „Tehnodinamika“ (nalazi se u okviru državne korporacije Rosteh) - Igor Nasenkov. „Projekat razvoja vazduhoplovne bombe „Drelj“ je u fazi završetka i u planu je da se završi sledeće 2022. godine. Ukoliko se prema planu realizuju blok testiranja tokom sledeće 2022. godine u principu moguća je organizacija serijske proizvodnje i isporuka ruskoj armiji već od 2023.godine“.

## Taktičko-tehničke karakteristike
PBK-500U „Drelj“ je dugačka 3,1 metara, njen kalibar iznosi 450mm, a ukupna masa dostiže celih 540 kg. Efektivna zona njene upotrebe po visini se kreće od 100-14,000 metara, dok je element brzine prilikom njenog odbacivanja ograničen na 1,100 km/č. Bojevi probojni elementi su opremljeni toplotnim i radarskim glavama za samonavođenje, a celokupan elektronski sistem navođenja bombe odlikuje visok stepen otpornosti na intenzivno protivelektronsko dejstvo od strane neprijatelja. Bomba nema nikakav dodatni pogonski blok za dostizanje svog projektovanog dometa. Ona ga dostiže zahvaljujući odličnim aerodinamičnim rešenjima, koji joj omogućavaju da do svog odredišta doleti poput jedrilice. Još jedna izuzetno važna odlika ove bombe je radarska nevidljivost ili „steltnost“. Ovu bombu je izuzetno teško otkriti sa radarskim sredstvima PVO, bez obzira na dijapazon isijavanja radio-talasa koji emituju radari. Takođe, ni savremeni pasivni vidovi otkrivanja vazdušnih objekata, kao što su elektro-optički sistemi ojačani termovizijskim uređajima, teško detektuju ovu bombu. Dakle, njeno presretanje od strane zemaljskih sistema PVO je krajnje složeno, i pitanje je dali je uopšte izvodljivo.
Ukupan kapacitet kasetnog bloka dostiže brojku od 15 samonavođenih bojevih elemenata. Pojedinačna masa svakog ovog bojevog elementa iznosi do 20 kg (ukupna masa kasetne bojeve glave je oko 300 kg). Navođenje avio-bombe se izvodi putem satelitskog sistema GLONASS. Kada bomba dostigne svoj cilj, na visini od oko 250 metara iznad tla dolazi do aktivacije punjenja koje ima za cilj da oslobodi tj. razdvoji blok sa samonavođenom kasetnom municijom, koja se potom preko radarskih i termovizijskih samonavođenih bojevih glava parcijalno navode na cilj, Posebno je interesantna činjenica da se ovakav tip bombe može upotrebiti i na pravcu gde je moguć blizak sudar zaraćenih strana, gde posebni algoritmi primenjeni u samonavođenom upravljačkom bloku, mogu da razlikuju sopstvenu tehniku od tuđe.
Nekoliko ovih bombi, mogu da likvidiraju ceo jedan tenkovski bataljon neprijateljske vojske, što daje značajnu prednost na frontu. Osim kumulativne municije, ova bomba može da sadrži i specijalno projektovane bojeve glave BETAB-M za probijanje armiranog-betonskih konstrukcija ispod kojih se krije neprijatelj ili njegova borbena tehnika. Dakle, radi se o bombi koja zaista ima široku lepezu borbene primene.
Ruski konstruktori planiraju integraciju i pomoćnog raketnog motora, to jest da opreme visokoenergetskim motorom koji će za 2-3 puta povećati efektivni domet ove bombe. Pretpostavka je da će se veoma brzo pojaviti verzija avio-bombe „Drelj“ velikog dometa, sa integrisanim motorom, što će omogućiti ovoj bombi da uništava ciljeve na daljinama većim od 85 km.
- Težina - 540 kg.
- Dužina - 3100mm.
- Maksimalni prečnik je 450mm.
- Daljina odbacivanja bombe od cilja je 30 km.
- Ukupan kapacitet je 15 kasetnih avio bombica.
- Težina kasetne avio bombice je 20 kg.
- Satelitsko navođenje GLONASS.
- Glava kasetne bombice je opremljena sa toplotnim i radarskim glavama za samonavođenje, a specijalno projektovane bojeve glave BETAB-M služe za probijanje armiranog- betonskih konstrukcija.
- Visina bombardovanja je od 100m do 14.000m pri brzini od 700 km/h do 1100 km/h[4].

## Upoređivanje ove kasetne avio bombe sa američkim pandanima
Prema rečima ruskih konstruktora, tip samonavođene submunicije, koja je primenjena u avio-bombi „Drelj“, znatno je „inteligentniji“ u odnosu na tip i vrstu municije koja se koristi kod američkog pandana AGM-154. Ruska samonavođena bojeva glava koja je primenjena kod kasetnih samonavođenih bojevih elemenata bombe, značajno je savršenija i samim tim osetljivija nego kod američkog rešenja.
Takođe, za razliku od američke navođene bombe AGM-154, samo jedan ruski "Drelj" sa lica zemlje može da zbriše 6-10 jedinica borbene oklopne tehnike (kod američkog pandama opseg se kreće od 3-5 oklopnih jedinica), što je demonstrirano prilikom ispitivanja.
U SAD-u je uspešno realizovano ispitivanje avionskog GBU-53 / B StormBreaker, koji će biti deo poluautomatskog kompleksa visoko preciznih oružja Golden Horde. Ona se neće oslanjati samo na globalni sistem pozicioniranja, kroz koji uništava svoje ciljeve. Bomba će moći sama da pronađe i uništi svoju metu.
Zahvaljujući implementiranom sistemu veštačke inteligencije, koji je integrisan sa automatskim ciljanjem, ova „pametna“ bomba je u stanju da samostalno pronalazi kopnene ciljeve, vrši njihov izbor i u slučaju pokušaja „bekstva“ odstupa iz svog pravca, prati cilj i onda ga uništi.
"Sistem navođenja je modernizovana meta koja se sastoji od radara i infracrvenog senzora. Ima funkciju prepoznavanja i odabira ciljeva (sopstvena). Čitav proces izvodi sistem veštačke inteligencije zasnovan na velikoj bazi podataka prikupljenih od strane inženjera razvojne kompanije".
Ova bomba se može voditi stazom dugom 73+ km. Prilikom ulaska u neposrednu zonu u kojoj se nalazi meta aktivira se borbeni režim. U ovom režimu bomba može sama da uhvati svoju metu i uništi je bez ikakve pomoći ljudskog operatera. Bomba može da deluje u uslovima slabe optičke vidljivosti (magla, dim, dan / noć).
Kao što se iščitava iz dostupnog materijala, vazdušna bomba StormBreaker nema velike dimenzije. Njegova težina je oko 115 kg. Zahvaljujući ovim prednostima, jedan avion može nositi veću količinu ovih bombi. Na primer, američki lovac-bombarder F-15E može na svojim nosačima nositi do 28 ovih bombi, a lovac pete generacije F-35 može nositi do 30. U daljem razvoju ove bombe, Amerikanci planiraju da je prilagode za upotrebu na strateškim bombarderima B-52, B-1B i B-2. Procenjuje se da ovi avioni mogu da nose do 100 ovih bombi.
Ruska avio kasetna bomba se od svog američkog konkurenta razlikuje po većoj razarajućoj snazi. Američka bomba ima veći domet i preciznost, ali je mnogo skuplja za proizvodnju. Procenjuje se da će Ruska bomba sustići StormBreaker u smislu efektivnog dometa kada bude bila usvajena u naoružanje vazdušno-kosmičkih snaga Rusije.

## Spoljašnje veze
- (језик: српски) Ruska "super bomba" - od nje nema odbrane.
- (језик: српски) VKS dobija avio-bombe „Drelj“ - Rusija Beyond
- (језик: хрватски) Američki StormBreaker vs. ruski Drelj: Koja je bomba ubojitija? - Rusija Beyond